# Placa de les Noves Hèbrides

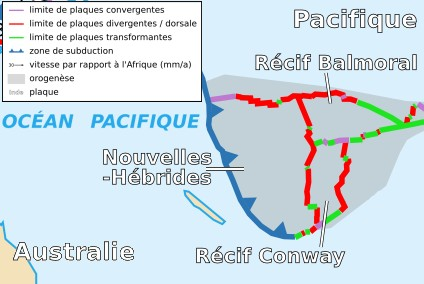
Mapa de la Placa de les Noves Hèbrides i les plaques veïnes (en francès)

La placa de les Noves Hèbrides és una microplaca tectònica de la litosfera de la Terra. La seva superfície és de 0,01585 estereoradiants. Normalment està associada amb la placa del Pacífic.
Es troba a l'oest de l'oceà Pacífic, del qual ocupa una petita part incloent també l'arxipèlag de les Noves Hèbrides, de les quals pren el seu nom.
La placa de les Noves Hèbrides està en contacte amb les plaques de l'Escull de Balmoral, l'Escull de Conway, del Pacífic i australiana.
Les seves fronteres amb altres plaques estan formades per la fossa de les Noves Hèbrides, a la costa oest de Vanuatu.
El desplaçament de la placa de les Noves Hèbrides es realitza a una velocitat de 2,70° per cada milió d'anys en un pol d'Euler situat a 13° 00' de latitud sud i 12° 00' de longitud oest (referència: placa del Pacífic).